# Mihoești, Alba
Mihoești este o localitate componentă a orașului Câmpeni din județul Alba, Transilvania, România.

## Date geografice
Râul Arieș se formează în zona acestui sat, la confluența a două brațe ale sale: Arieșul Mare și Arieșul Mic.
 Acest articol despre o localitate din județul Alba este deocamdată un ciot. Puteți ajuta Wikipedia prin completarea lui.